# У рају изнад облака
У рају изнад облака је петнаести студијски албум групе Галија, објављен 17. маја 2018. године за издавачке куће ПГП РТС и Long play.
На албуму се налази десет песама, а најављен је синглом У рају изнад облака, за који је снимљен и спот на Исланду. Сниман је у атељеу Александра Хабића и Ненада Милосављевића од 2016. до средине 2017. године, а промовисан у Сава центру у Београду, 9. новембра и 16. новембра 2018. године у хали Чаир у Нишу.

## Списак песама

### Информације
- Акустична гитара: Ненад Милосављевић (песме 1—4 и 8—10)
- Аранжман, клавијатуре и продукција: Александар Хабић
- Дизајн: Душан Мајкић
- Електрична гитара: Иван Зорановић (песме 2,4 и 8
- Екслузивни продуцент: Татјана Бјелановић Ладон
- Текст: Предраг Милосављевић (песме 1—3, 5, 8—10)
- Музика, аранжман и пратећи вокал: Предраг Милосављевић